# Perfektum
Perfektum (latin perfectum tempus 'fuldendt tid') = førnutid, en bøjningsform af verberne. F.eks. han har stjålet en bil, han er gået sin vej.
Perfektum er den tid af verber, der er før nutid, hvor præsens er nutid, og præteritum er datid. Perfektum er den tid der ligger mellem disse to.
Hvor datid eller præteritum kun placerer en handling i fortiden, placerer perfektum handlingen i fortiden i forhold til nutiden.
Perfektum og perfektiv bruges også til at betegne verbalformer, der ikke er egentlig fortidige, men beskriver en nutidig tilstand, der er resultatet af en fortidig handling (også kaldet "resultativ perfektum"). F.eks. græsk gégraptai (γέγραπται) 'det er skrevet, det står skrevet'.
På latin og i de romanske sprog betegner perfektum desuden en fuldendt og overskuet handling i modsætning til imperfektum (se denne).